# Галицький Микола Васильович
Мико́ла Васи́льович Га́лицький (19 грудня 1918 — 4 серпня 1976) — радянський військовик, у роки Другої світової війни — командир обслуги станкового кулемета 177-го гвардійського стрілецького полку 60-ї гвардійської стрілецької дивізії 5-ї ударної армії, гвардії старший сержант. Герой Радянського Союзу (1945).

## Життєпис
Народився в селі Співаківка, нині Ізюмського району Харківської області, в селянській родині. Українець. З 1925 року мешкав у Ворошиловграді. Після закінчення школи працював на паровозобудівному заводі, згодом закінчив історичний факультет Ворошиловградського педагогічного інституту, вчителював.
До лав РСЧА призваний Ворошиловградським МВК у липні 1941 року. У діючій армії — з жовтня 1941 року. Воював на Західному, Південно-Західному, 3-му Українському і 1-му Білоруському фронтах. Був легко поранений у 1942 році.
Особливо командир обслуги станкового кулемета 177-го гвардійського стрілецького полку 60-ї гвардійської стрілецької дивізії гвардії старший сержант М. В. Галицький відзначився під час Вісло-Одерської наступальної операції. 14 січня 1945 року при прориві довготривалої глибоко ешелонованої оборони ворога в районі Буди Аугустовскі (нині — Козеницький повіт Мазовецького воєводства Польщі) він подолав мінне поле і дротові загородження, одним з перших увірвався до ворожих траншей і вогнем з кулемета знищив 10-х солдатів супротивника. Поблизу населеного пункту Мале Боже супротивник тричі переходив у контратаку при підтримці артилерії і САУ. Гвардії старший сержант М. В. Галицький, обладнавши для свого «Максима» зручну позицію, підпустив ворога на близьку відстань і влучним вогнем знищив 38 солдатів і прибушив три вогневих точки супротивника. Будучи важко пораненим, не полишив поля бою до повного відбиття ворожої контратаки.
Тривалий час лікувався у шпиталі. Після одужання був демобілізований і повернувся до Ворошиловграда. З січня 1946 року — вчитель фізичного виховання румесленого училища № 1. У 1949 році призначений директором вечірньої школи робітничої молоді № 5. З 1953 по 1974 роки працював директором луганської середньої школи № 12.
Мешкав у Луганську, де й помер.

## Нагороди
Указом Президії Верховної Ради СРСР від 27 лютого 1945 року за зразкове виконання бойових завдань командування на фронті боротьби з німецькими загарбниками та виявлені при цьому відвагу і героїзм, гвардії старшому сержантові Галицькому Миколі Васильовичу присвоєне звання Героя Радянського Союзу з врученням ордена Леніна і медалі «Золота Зірка» (№ 6688).
Також нагороджений медалями, в тому числі й «За відвагу» (24.08.1944).

## Вшанування пам'яті
Ім'ям Миколи Галицького названо одну з вулиць Луганська. На фасаді будівлі школи № 12 у 1982 році встановлено меморіальну дошку.